# Кошен, Николя
Николя Кошен (фр. Nicolas Cochin; 1610, Труа — 1686, Париж) — французский рисовальщик и гравёр, один из старших представителей большой художественной семьи Кошен. Мастер книжной иллюстрации эпохи «большого стиля» времени правления короля Людовика XIV. Наиболее известными из этой семьи были гравёры Шарль-Николя Кошен Старший и Шарль-Николя Кошен Младший.

## Биография
Николя был сыном художника Ноэля Кошена Старшего (1622—1695), который с 1670 года работал в Италии, в Венеции, и поэтому получил прозвание «Ноэль Венецианский» (Noël de Venise).
Около 1635 года Николя Кошен переехал в Париж, жил также в Венеции. Вначале работал в манере Жака Калло, копировал его рисунки и офорты. Подражал также итальянскому рисовальщику-орнаменталисту и гравёру Стефано делла Белла. Работал главным образом в батальном жанре, включая топографию сражений, осад городов и виды и планы военных лагерей. Награвировал несколько сотен сюжетов, наиболее важными из которых были те, что отражали «славные завоевания Людовика Великого (Людовика XIV)», так называемая серия «Великий Больё» (Grand Beaulieu), опубликованная в нескольких томах между 1676 и 1698 годами. Самыми замечательными в этой серии являются гравюры «Осада Арраса» (Siège d’Arras), состоящей из шестнадцати частей, гравированных Кошеном и Фросне.
Николя Кошен также создал множество гравюр небольшого формата, в основном на религиозные сюжеты, и пейзажи, некоторые из которых предназначались кардиналу Мазарини. Его гравюры с подписью «N. Cochin» по сходству автографа иногда смешивают с гравюрами его сводного брата Ноэля Кошена Младшего. Художник скончался в Париже в 1686 году.

## Галерея

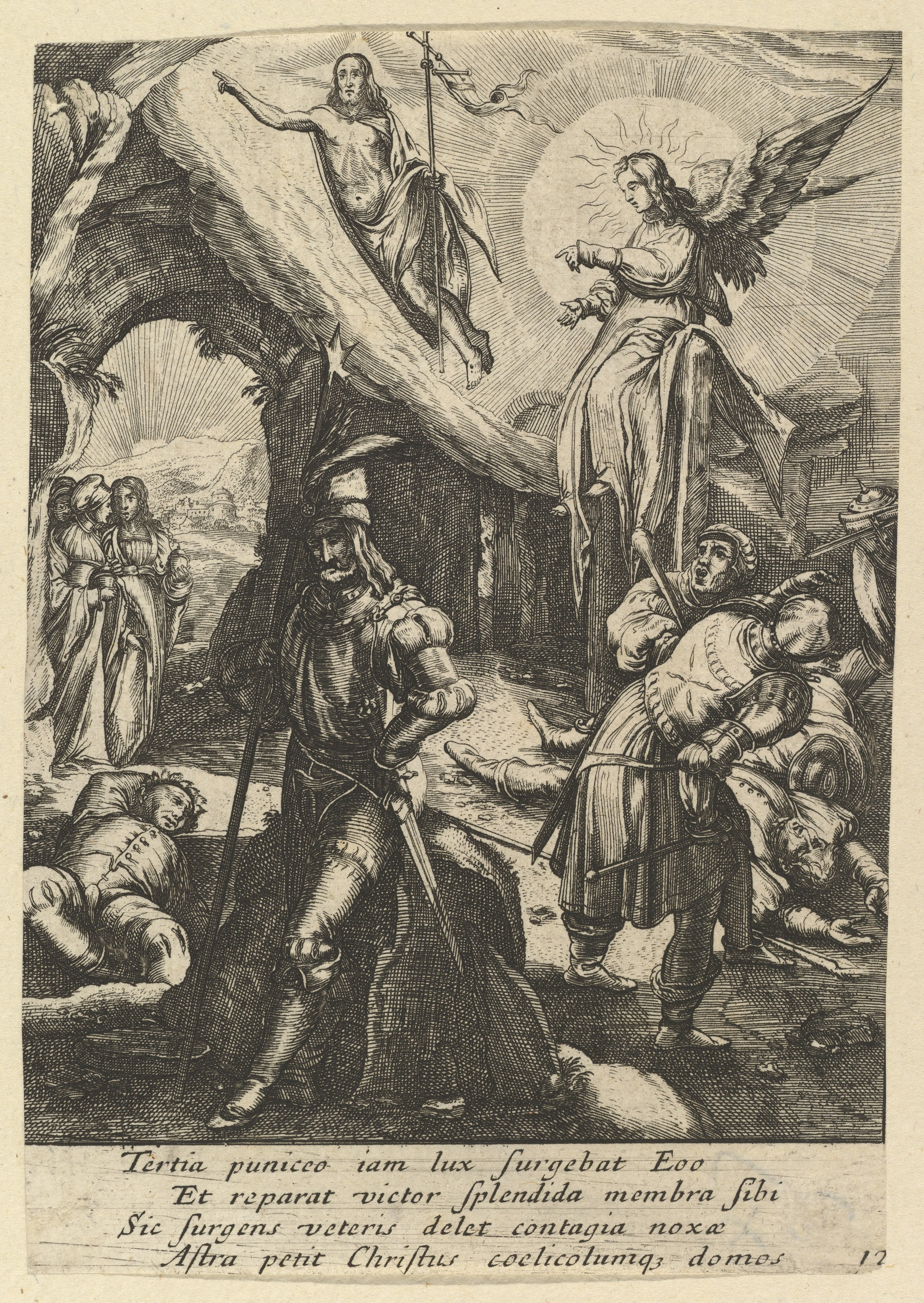
Воскресение. По рисунку Х. Гольциуса. Офорт
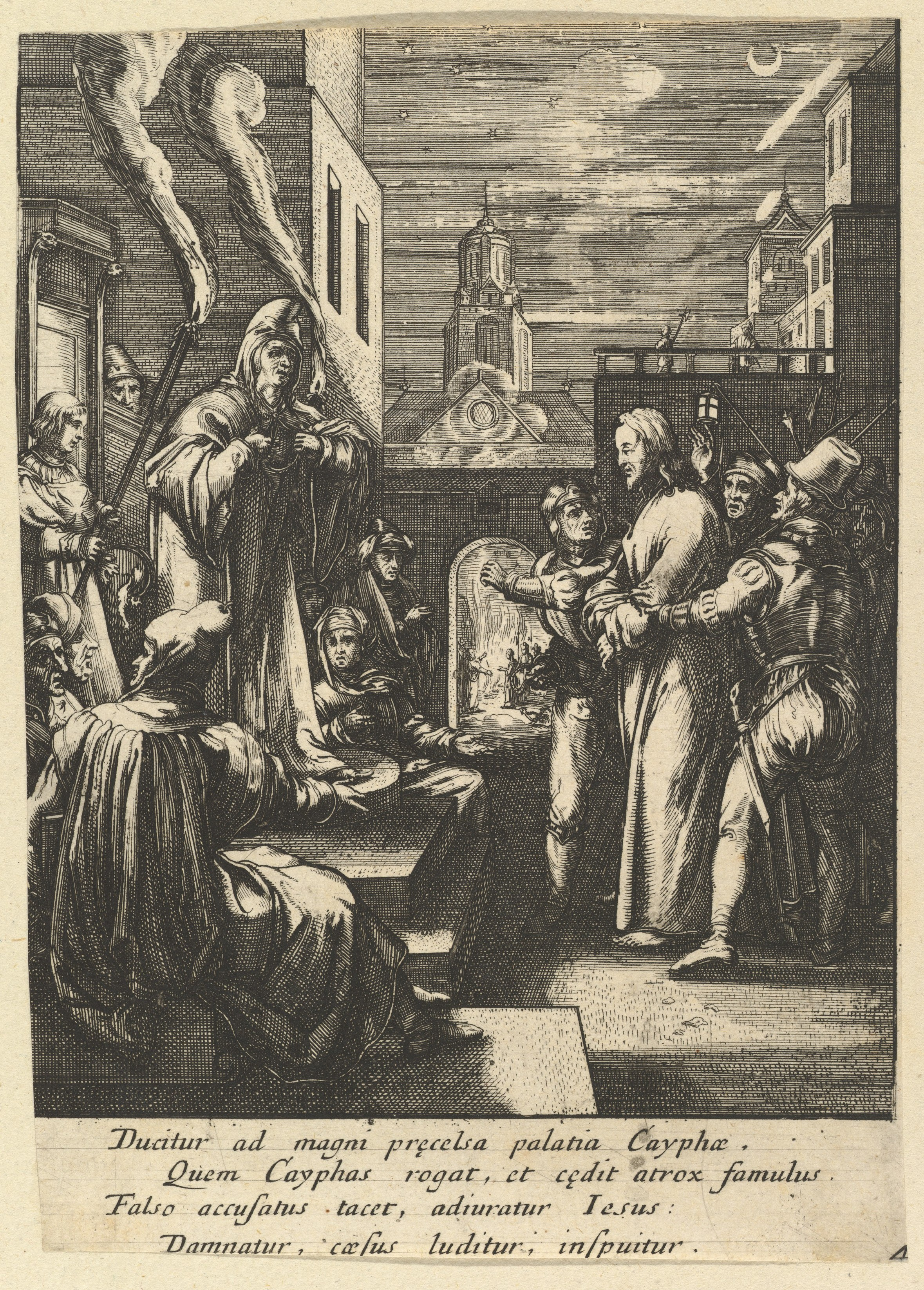
Христос перед Каиафой. По рисунку Х. Гольциуса. Офорт
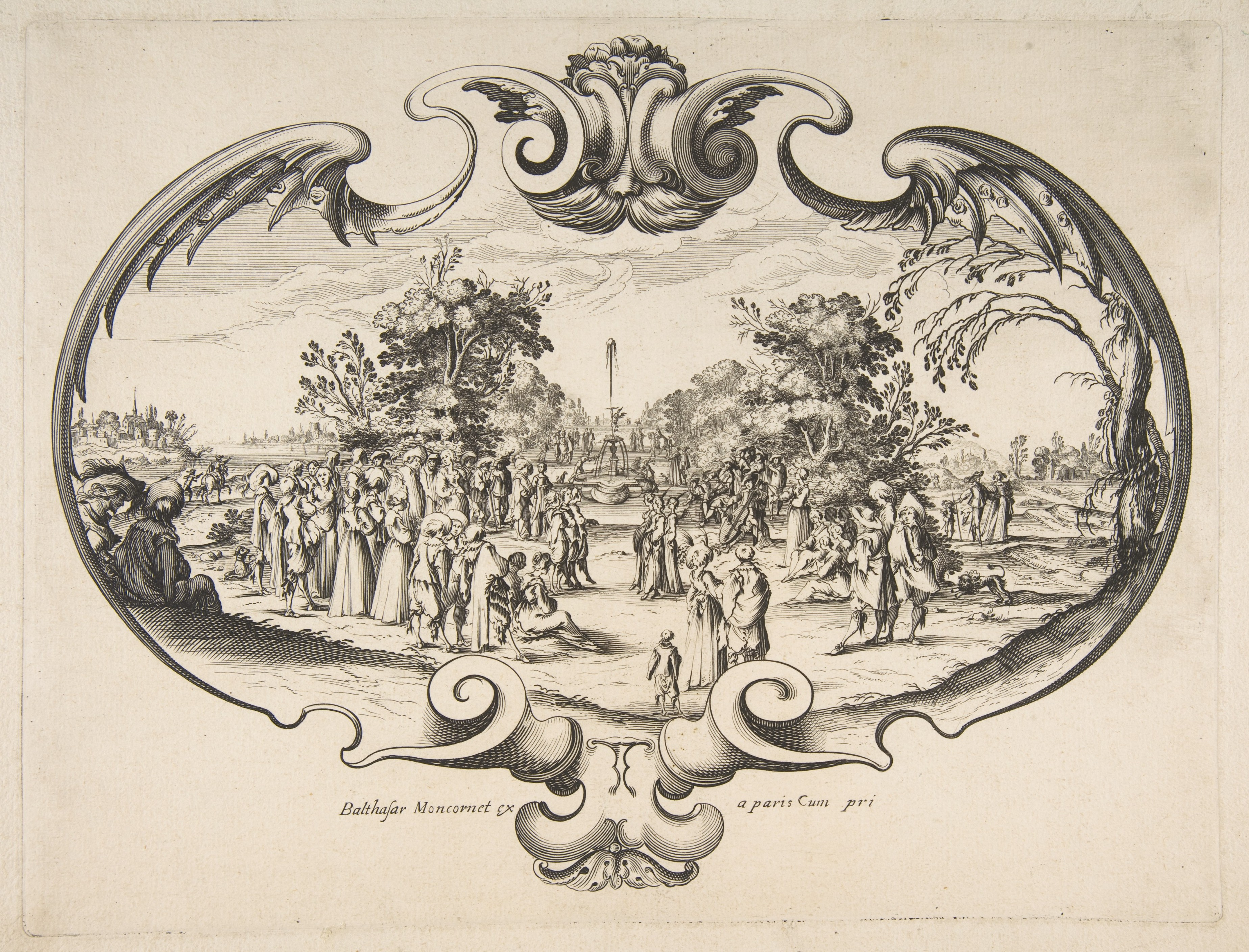
Веер с фигурками в саду. Копия офорта Стефано делла Белла
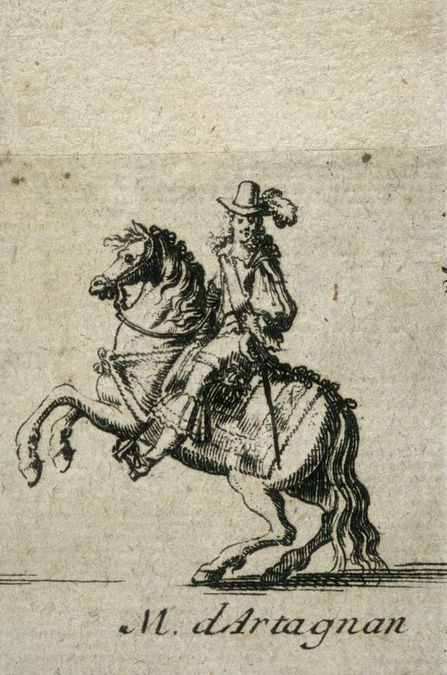
Д'Артаньян. Деталь офорта «Парад при въезде Их Величеств в Париж. Процессия въезда в Париж короля Людовика XIV и королевы Марии-Терезии, 26 августа 1660 года». 1661
Декорация к опере Ф. Сакрати «Притворная сумасшедшая». Акт 1. 1645. Офорт
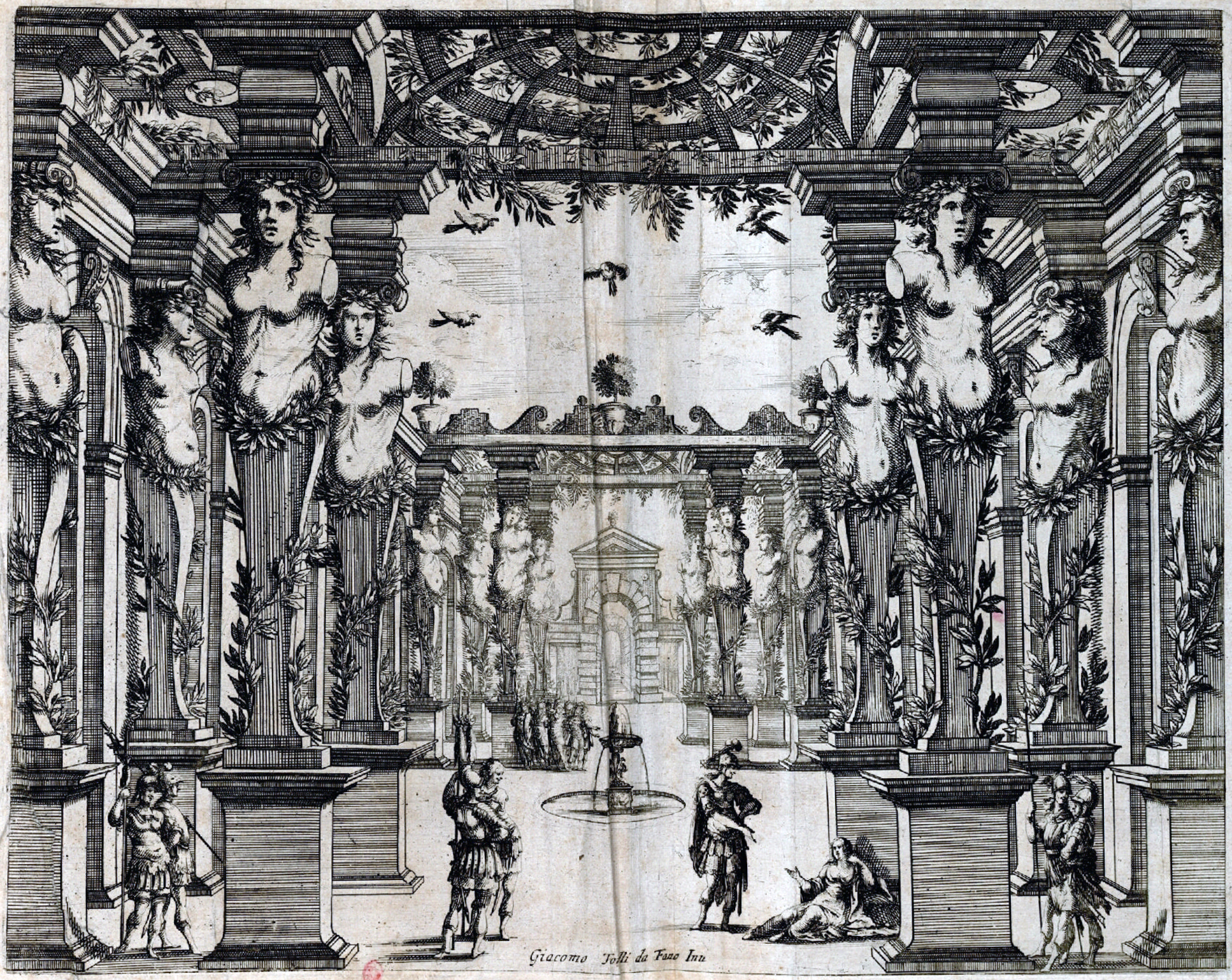
Декорация к опере Ф. Сакрати «Притворная сумасшедшая». Акт 2
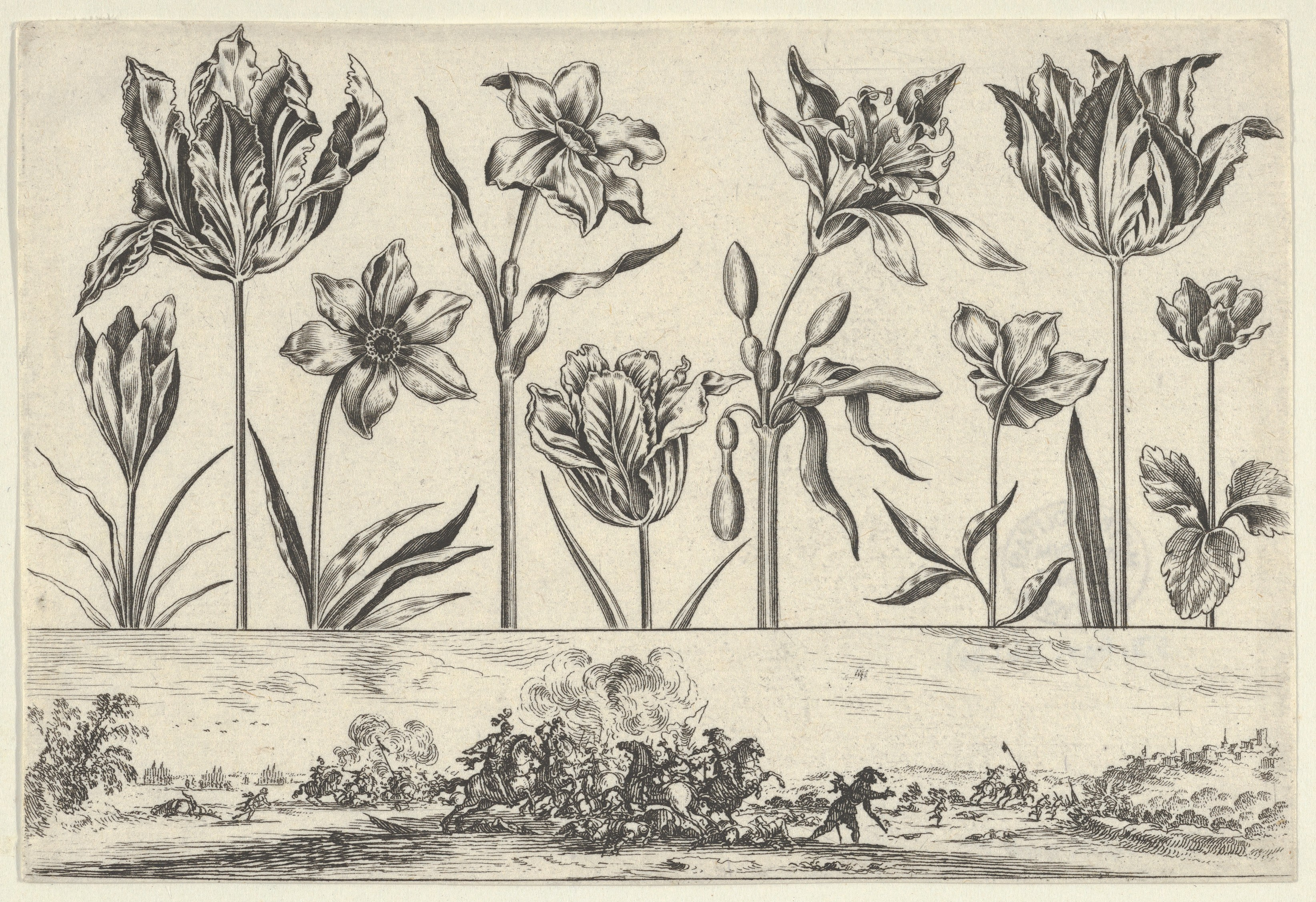
Орнаментальный фриз из «Новой книги цветов». Деталь. 1645. Офорт, резец